# Ophrys sphegodes atrata
Ophrys sphegodes subsp. atrata (Rchb.f.) A.Bolòs è una pianta appartenente alla famiglia delle Orchidacee, diffusa in Europa meridionale.

## Descrizione

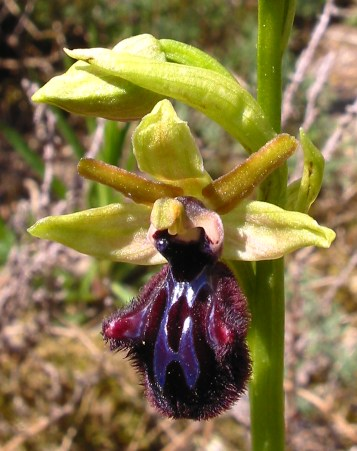
Dettaglio del fiore

È una pianta erbacea alta 20–50 cm, con fusto slanciato, eretto.
I fiori, da 3 a 8, hanno sepali verdi, ovato-lanceolati, e petali verde-giallastri o bruni, lanceolati e con estremità tronca.

Il labello è di colore bruno-rossiccio scuro, vellutato, con macula grigio-bluastra, lucida, a forma di H; presenta una fitta peluria marginale e due gibbosità laterali pronunciate con superficie interna glabra. La cavità stigmatica è dello stesso colore del labello con fondo ornato da una macchia biancastra e pseudoocchi neri, bordati di blu o bianco; il rostro del ginostemio è corto e acuto, le logge polliniche sono di colore rossiccio.

## Biologia
Si riproduce per impollinazione entomofila ad opera dell'imenottero Andrena morio .

## Distribuzione e habitat
È una specie a distribuzione euro-mediterranea, con areale che va dal Portogallo all'Albania. In Italia è presente in tutto il territorio, Sicilia e Sardegna comprese.
I suoi habitat sono le garighe, i prati aridi, le macchie, dal livello del mare fino a 1200 m di altitudine.

## Tassonomia

### Sinonimi
- Arachnites atratus (Rchb.f.) Tod.
- Ophrys aranifera var. fucifera Rchb.f.
- Ophrys aranifera var. rubriflora Rivas Goday
- Ophrys atrata Lindl.
- Ophrys biceratia Delile ex Nyman
- Ophrys brutia P.Delforge
- Ophrys cyanogramma Welw. ex Nyman
- Ophrys garganica subsp. castri-caesaris (Looken) Kreutz
- Ophrys incubacea Bianca
- Ophrys incubacea subsp. brutia (P.Delforge) Kreutz
- Ophrys incubacea subsp. castri-caesaris Looken
- Ophrys incubacea var. dianensis Perazza & Doro
- Ophrys incubacea var. fucifera (Rchb.f.) Hennecke
- Ophrys incubacea subsp. ionica Gennaio, M.Gargiulo, Medagli & Chetta
- Ophrys incubacea subsp. pacensis F.M.Vázquez
- Ophrys incubacea var. rubriflora (Rivas Goday) F.M.Vázquez
- Ophrys incubacea var. septentrionalis Perazza & R.Lorenz
- Ophrys passionis subsp. castri-caesaris (Looken) Kreutz